# الفن (أغنية)
أغنية الفن هي أغنية ألفها صالح جودت ولحنها محمد عبد الوهاب وغناها عام 1945.

## قصة الأغنية
- في عام 1944 أُنتج فيلم غرام وانتقام الذي أخرجه الممثل المعروف يوسف وهبي، ومن ضمن أغاني الفيلم التي غنتها المطربة الشهيرة أسمهان نشيد الأسرة العلوية، وهو نشيد يمدح أسرة محمد علي التي كانت تحكم مصر في ذلك الوقت ممثلة في سليلها الملك فاروق، وكان لهذا النشيد وقعٌ حسنٌ على النظام الحاكم، فأنعم الملك فاروق على يوسف وهبي بلقب بك رغم أنه لم يكن له من النشيد سوى الإخراج السينمائي.
- كانت للألقاب في ذلك الوقت أهميتها، ولذلك فكر محمد عبد الوهاب وهو آنذاك النجم الساطع في عالم الغناء والموسيقى والتمثيل، أن يقوم بعمل يمكن أن يعطيه لقباً يمنحه مركزاً اجتماعياً، فكلف صديقه الشاعر صالح جودت، وهو شخصية على قدر كبير من الثقافة، أن يؤلف هذا العمل، فقام الشاعر بما كلُف به، ثم قام عبد الوهاب بتلحين الأغنية ثم غناها عام 1945.
- بدأت الأغنية بجزء جميل لا علاقة له بمدح النظام وهو جزء جميل في لحنه وكلماته.
- ثم تبدأ الأغنية في مدح الملك وهو الغرض الأساسي من هذه الأغنية.
- لكن لم يحدث ما توقعه عبد الوهاب، إذ لم ينعم عليه الملك فاروق بأي لقب، ولاشك أن هذا خلّف خيبة أمل كبيرة عند عبد الوهاب أثرت في موقفه تجاه الملك.
- بعد عدة سنوات دخلت الدول العربية في حرب فلسطين عام 1948، وتعرضت الجيوش العربية للهزيمة، ولعل هذه الهزيمة أدّت، إضافة إلى التجاهل السابق من الملك فاروق، إلى إعراض عبد الوهاب عن غناء أي عمل يمدح النظام الملكي طوال سنواته الباقية.
- قامت الفنانة ليلى مراد بغناء جزء من هذه الأغنية في فيلم الماضي المجهول.
- أدّى قيام ثورة يوليو عام 1952 إلى إنهاء حكم الملك فاروق، وبالطبع تم منع كل الأغاني التي مدحته في السابق، ناهيك عن أن ربط الأغاني بشخص معين أو أشخاص معينين كان سيؤدي على أي حال إلى نهايتها بوفاة هؤلاء الأشخاص، أو بانتهاء فترة حكمهم.
- ساهم ذكر اسم الملك فاروق في هذه الأغنية الجميلة إلى حجبها لفترة من الزمن، كما سيؤدي ذكر اسم الرئيس جمال عبد الناصر في أغنية صورة التي غناها عبد الحليم حافظ عام 1966 إلى حجب تلك الأغنية الجميلة أيضاً.